# تساتسوو
تساتسوو (به لهستانی:  Caców) یک روستا در لهستان است که در گمینا ناگووویتسه واقع شده‌است. تساتسوو ۱۲۰ نفر جمعیت دارد.